# Xiangfu
Xiangfu (en chino, 祥符; pinyin, Xiángfú) es un distrito urbano bajo la administración directa de la Prefectura  Kaifeng  en la Provincia de Henan, República Popular China.  Su área es de 1251 km² y su población total para 2010 superó los 700 mil  habitantes. 
En 2014, el Consejo de Estado aprobó la abolición del Condado Kaifeng (开封县) y el establecimiento del Distrito Xiangfu, con el área administrativa del condado original, como el área administrativa del nuevo distrito.

## Administración
Desde octubre de 2021, el  Distrito Xiangfu   se divide en 15 pueblos  administrados  en 1 subdistrito,   6 poblados y 8 villas.

## Toponimia
El topónimo Xiangfu deriva de la frase; "talismán de buenos augurios" (祥瑞的符命 Xiángruì deFúmìng), simbolizando bendiciones, prosperidad y longevidad. El nombre es el tercer título de reinado del emperador Song Zhenzong de la dinastía Song.